# Steneofiber
Lo steneofiber (gen. Steneofiber) è un roditore estinto, appartenente ai castoridi. Visse tra l'Oligocene inferiore e il Miocene medio (circa 32 – 18 milioni di anni fa) e i suoi resti fossili sono stati ritrovati in Europa e in Asia.

## Descrizione
Questo animale doveva essere abbastanza simile a un odierno castoro, seppur di dimensioni molto minori. La lunghezza di Steneofiber doveva infatti raggiungere i 30 centimetri. Il cranio, tuttavia, era già piuttosto simile a quello dei castori attuali, con incisivi inferiori molto allungati e forti, e molari pentalofodonti. Steneofiber, inoltre, era già dotato di artigli a forma di pettine, simili a quelli delle forme odierne che li utilizzano per rendere il pelo impermeabile. 

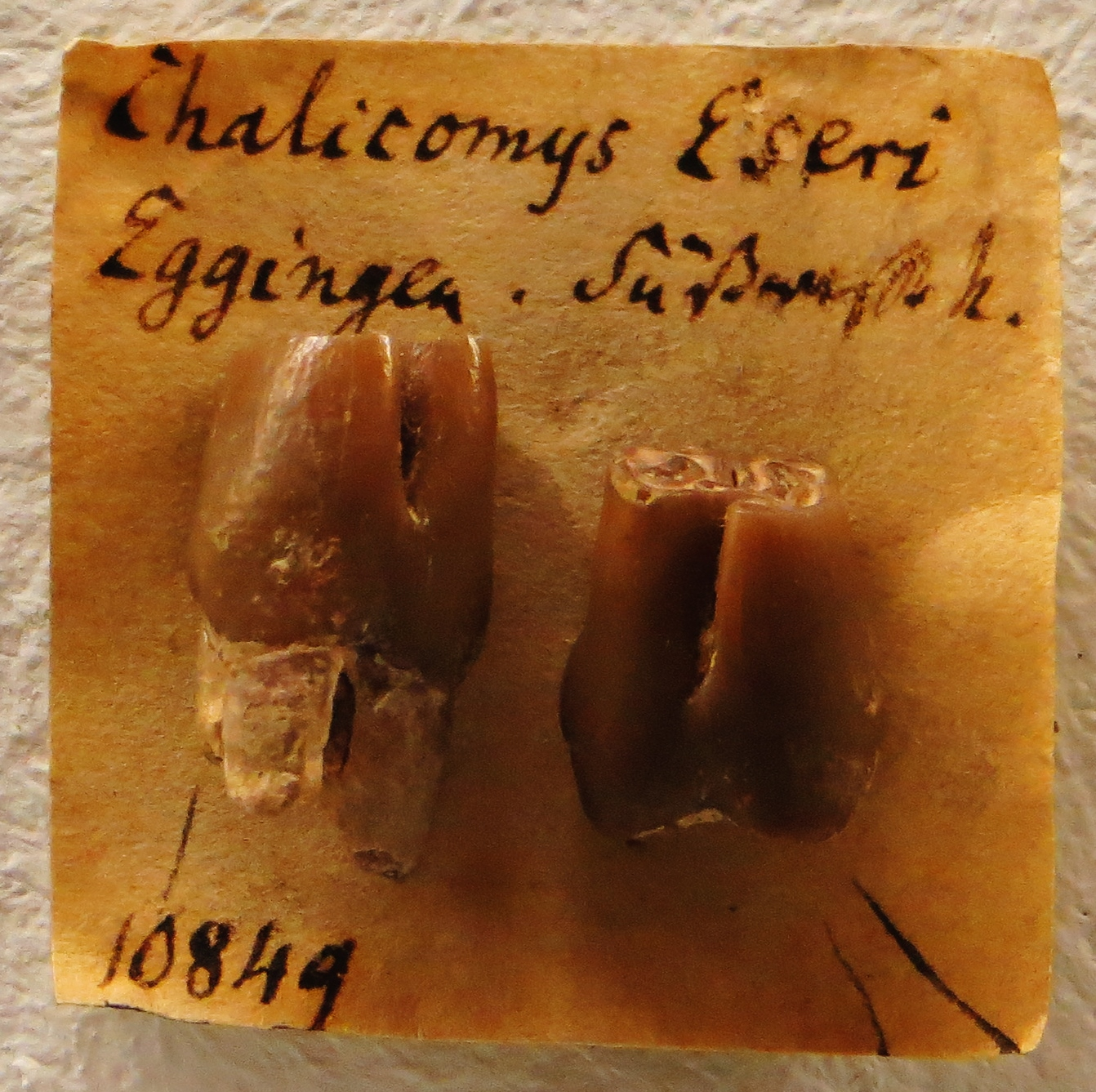
Molari di Steneofiber eseri

## Classificazione
Il genere Steneofiber, descritto per la prima volta da Geoffroy Saint-Hilaire nel 1833, è piuttosto abbondante in numerosi giacimenti fossili dell'Oligocene e del Miocene in Europa, soprattutto in Francia, Germania e Svizzera. È presente anche in alcuni siti dell'Oligo-Miocene in Kazakistan. A questo genere sono state ascritte numerose specie, tra cui S.  castorinus, S. depereti, S. eseri, S. jaegeri, S. minutus, S. sansaniensis,  S. wezensis. 
Steneofiber è considerato uno dei più antichi membri della sottofamiglia Castorinae, alla quale appartengono gli unici castoridi sopravvissuti fino ad oggi. È probabilmente derivato da Propalaeocastor, dell'Oligocene inferiore cinese. 

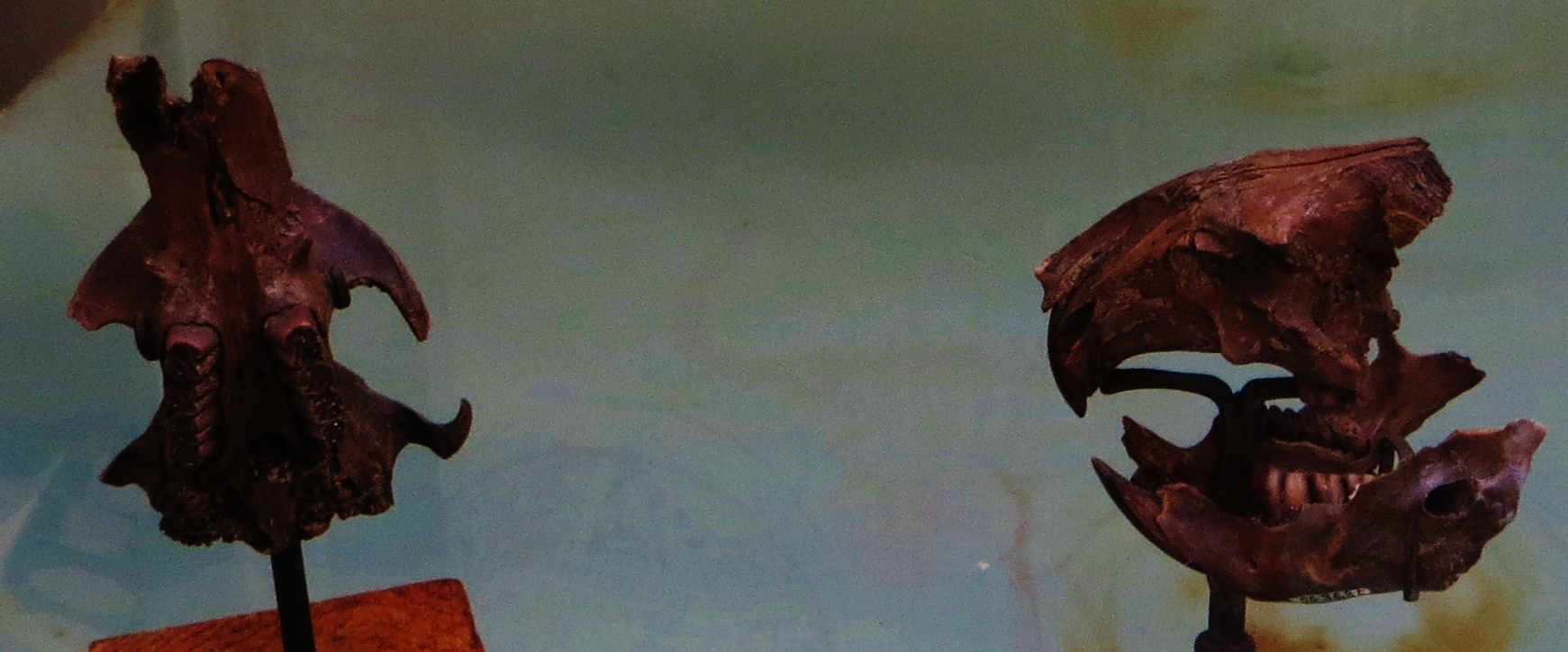
Crani di Steneofiber eseri

## Paleoecologia e paleobiologia
Steneofiber, benché di taglia inferiore rispetto agli odierni castori e non così specializzato, doveva aver già adottato uno stile di vita semiacquatico, in modo simile alle arvicole attuali. Probabilmente viveva lungo le rive di grandi laghi e di fiumi, ma è improbabile che fosse in grado di costruire dighe come i castori attuali. È probabile che fosse più legato all'ambiente terrestre e che vivesse in tane scavate nel terreno. 
Il ritrovamento di un possibile gruppo famigliare di Steneofiber in Francia è stato usato per ipotizzare che questo animale utilizzasse una strategia riproduttiva k come i moderni castori, in cui notevoli cure parentali sono dedicate a un piccolo numero di cuccioli (Hugueney ed Escuillié, 1995).